# Ghiacciaio Lieske
Il ghiacciaio Lieske è un ghiacciaio tributario lungo circa 27 km situato nella regione meridionale della Terra di Oates, nell'Antartide orientale. Il ghiacciaio, il cui punto più alto si trova a circa 2300 m s.l.m., si trova sulla costa di Hillary e ha origine dalla parte orientale del versante settentrionale del monte Olympus, nella regione occidentale della dorsale Britannia, da cui fluisce verso nord, scorrendo tra la cresta Johnston, a ovest, e la cresta Dusky, a est, fino a unire il proprio flusso a quello del ghiacciaio Hatherton.

## Storia
Il ghiacciaio Lieske è stato mappato da membri dello United States Geological Survey (USGS) grazie a fotografie aeree scattate dalla marina militare statunitense (USN) nel periodo 1960-62, e così battezzato dal Comitato consultivo dei nomi antartici in onore di Bruce J. Lieske, un meteorologo di stanza alla base Little America V nell'inverno del 1957.